# 中国共产党新晃侗族自治县委员会
中国共产党新晃侗族自治县委员会（简称中共新晃侗族自治县委）是中国共产党在湖南省怀化市新晃侗族自治县的领导机关。

## 沿革
1927年，晃县人民在中国共产党党员田嘉敏、姚伯洋、姚季卿等的领导下，开展农民运动，开办农民夜校，宣传社会主义、共产主义，得到侗族人民的拥护，不少妇女剪辫子、解缠脚、进夜校。:3712月6日，三人不幸被国民党逮捕，在观音阁前英勇就义，自此中国共产党在晃县的运动进入低谷期。:37–38
1936年1月，任弼时、贺龙、关向应、萧克、王震等率领中国工农红军二军团、六军团长征经过晃县，将土豪劣绅的钱粮分给贫苦大众，得到群众拥护。:381月4日，任弼时、贺龙在龙溪口召开军事会议，研究和部署便水战役，5、6两日，红军击溃国民党军章亮基师的2个团。:38
1949年11月7日，中国人民解放军进驻晃县，晃县解放。:35中共晃县县委书记赵振英、副书记杨建培受命来到晃县。:39
1956年12月5日，“新晃侗族自治县”建立，“中国共产党新晃侗族自治县委员会”成立。:35

### 反腐败工作
2019年11月，县委书记王行水等9人，在办理“新晃县一中邓世平被杀案”中存在失职渎职或其他违纪违法问题，分别受到开除党籍、党内严重警告、党内警告、政务撤职等党纪政务处分。

## 职责
根据《中国共产党地方委员会工作条例》，中国共产党地方委员会主要实行政治、思想和组织领导，承担下列职能：
1. 对本地区重大问题作出决策。
2. 通过法定程序使党组织的主张成为地方性法规、地方政府规章或者其他政令。
3. 加强对本地区宣传思想文化工作的领导，牢牢掌握意识形态工作领导权、话语权。
4. 按照干部管理权限任免和管理干部，向地方国家机关、政协组织、人民团体、国有企事业单位等推荐重要干部。
5. 支持和保证人大、政府、政协、法院、检察院、人民团体等依法依章程独立负责、协调一致地开展工作，发挥这些组织中党组的领导核心作用。
6. 加强对本地区群团工作和统一战线工作的领导。
7. 动员、组织所属党组织和广大党员，团结带领群众实现党的目标任务。

## 历任书记
| 姓名   | 就任日期   | 卸任日期  | 备注  |
| ------ | ---------- | --------- | ----- |
| 赵振英 | 1949年11月 |           | :39   |
| 王行水 | 2002年6月  | 2008年5月 | [ 2 ] |
| 曹成华 | 2008年4月  | 2011年5月 | [ 7 ] |
| 梁永泉 | 2011年5月  | 2021年5月 | [ 8 ] |
| 周重颜 | 2021年5月  |           | [ 9 ] |